# Tulasnellaceae
Tulasnellaceae es una familia de hongos del orden Cantharellales. La familia comprende principalmente hongos efundidos (que forman parches), anteriormente denominados "hongos gelatinosos" o heterobasidiomicetos. Las especies son saprótrofos que pudren la madera o la hojarasca, pero muchas también son asociadas endomicorrícicas de las orquídeas y se cree que algunas también forman asociaciones ectomicorrícicas con árboles y otras plantas.

## Descripción
Todas menos una de las especies dentro de la familia forman basidiocarpos corticioides, efundidos y lisos que se distinguen microscópicamente por sus característicos basidios "tulasneloides". El género monotípico Stilbotulasnella forma basidiocarpos con basidios similares, pero con un anamorfo erecto "estilboide". El último género no ha sido secuenciado, pero originalmente se describió como perteneciente a Tulasnellaceae. Los basidiocarpos de Tulasnellaceae se encuentran típicamente en los bosques, en la parte inferior de la madera caída o en la hojarasca. Se cree que son hongos del suelo y muchas especies también se han aislado de las raíces de orquídeas terrestres y epífitas. También pueden formar asociaciones ectomicorrícicas con árboles y otras plantas. Su distribución es cosmopolita.

## Taxonomía
La familia fue descrita en 1897 por el botánico y micólogo sueco Hans Oscar Juel para acomodar especies de hongos que producen basidiocarpos que tienen basidios distintivos con esterigmas muy hinchados. Incluyó dos géneros: la propia Tulasnella y el género poroide Muciporus (este último posteriormente se descubrió que no era más que una especie de Tulasnella que crecía sobre la superficie de viejos poliporos). En 1900, la micóloga francesa Narcisse Patouillard incluyó a Tulasnellaceae dentro de los heterobasidiomicetos u "hongos gelatinosos" y en 1922 el micólogo británico Carleton Rea situó a la familia en su propio orden, los Tulasnellales, dentro de los heterobasidiomicetos.
La investigación molecular, basada en el análisis cladístico de la secuencia de ADN, ha confirmado que Tulasnellaceae son distintos, pero ha colocado a la familia dentro del orden Cantharellales, cerca de Ceratobasidiaceae. Un trabajo de referencia estándar de 2008 estimó que la familia contiene tres géneros y más de 50 especies.

### Géneros
- Epulorhiza
- Stilbotulasnella
- Tulasnella